# Tito Quinzio Cesernio Stazio Macedo Quinziano
Tito Quinzio Cesernio Stazio Macedo Quinziano (in latino: Titus Quintius Caesernius Statius Macedo Quinctianus; 95/100 circa – post 138) senatore romano, amico dell'Imperatore romano Adriano. Era figlio di Tito Quinzio Cesernio Stazio Macedo e Rutilia Prisca Sabiniana, oltre ad essere fratello di Tito Quinzio Cesernio Stazio Staziano Memmio Macrino (suffectus del 141).
La famiglia di Cesernio proveniva da Aquileia. Quinziano iniziò la sua carriera senatoriale (cursus honorum) attorno al 120, quando ricoprì la carica di tresviri monetales, grazie all'amicizia con l'imperatore Adriano. In seguito ottenne il tribunato laticlavio della Legio XXX Ulpia Victrix (in Germania superiore, a Castra Vetera), poi la questura ed il tribunato della plebe, grazie sempre all'intercessione dell'imperatore Adriano. In questo periodo (tra queste ultime due cariche, e poi anche in seguito), accompagnò Adriano nei suoi viaggi, portandolo nel corso dell'anno 128 in Sicili e poi in Mauretania; nel 131/132 nell'Illyricum ed in Oriente. Negli anni 133/136 divenne legatus legionis della legio X Gemina, di stanza a Vindobona in Pannonia superiore. Negli anni successivi lavorò a Roma come curator della via Appia e praefectus alimentorum. Il punto culminante della sua carriera fu quella di ottenere il consolato (consul suffectus), probabilmente nel 138. Fu anche sodalis Augustalis (sacerdote dell'Augusto). Nella sua nativa Aquileia gli vennero dedicate alcune statue, come patronus. Si presume, infine, che possedesse una villa rustica sui Colli Albani, non molto distante da Roma.